# Convulsie
Convulsia este o contracție bruscă, involuntară și prelungită a musculaturii. Convulsiile apar de obicei în cazul crizelor de epilepsie, însă nu toate convulsiile sunt neapărat legate de această patologie (caz în care sunt convulsii non-epileptice). Tratamentul medicamentos al convulsiilor se face cu anticonvulsivante, precum fenobarbital intravenos și diazepam intravenos (în status epilepticus).